# وجهه عمومی تیلور سوئیفت

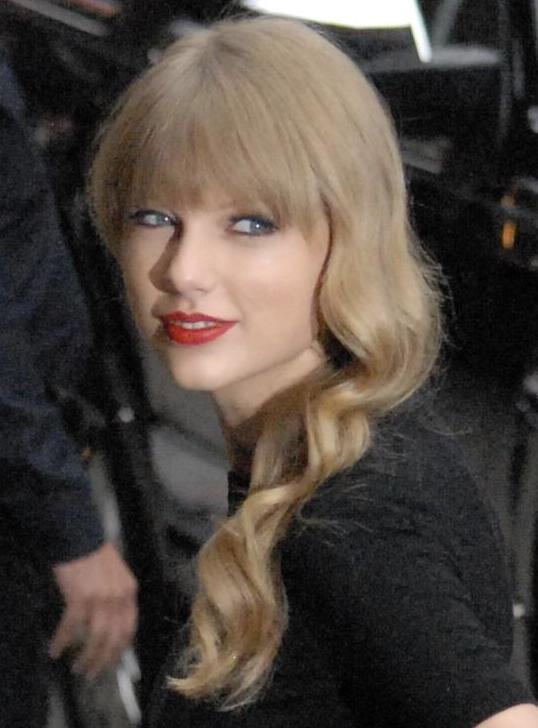
سوئیفت بیرون از استودیوی برنامه آخر وقت با دیوید لترمن در ۲۰۱۲

تیلور سوئیفت خواننده-ترانه‌سرای آمریکایی است که سوژهٔ بسیار مورد توجهی در رسانه‌های جمعی و پوشش خبری مطبوعات بوده است. او طیف وسیعی از افکار عمومی و برداشت‌های فکری از زندگی و حرفه‌اش را به خود جلب کرده است. سوئیفت مقبولیت اجتماعی و تحسین فراگیری در سطح جهانی دارد و در عین حال موضوع زیر زره‌بین و مباحث دارای اختلاف نظر است؛ این اعتبار و آوازهٔ پیچیده‌ای که سوئیفت دارد، در نشریات مختلف مورد بررسی و بحث قرار گرفته است. تا سال ۲۰۲۳، ارزش رسانه اکتسابی او ۱۳۰ میلیارد دلار برآورد شده است.
سوئیفت یک چهرهٔ فرهنگی همه‌جا حاضر اما تقسیم شده به دو قطب مخالف است که وجههٔ عمومی‌اش با روابط جامعه‌شناختی بین او، طرفداران بی‌شمارش، مخالفان و رسانه‌های جریان اصلی تعریف می‌شود. سوئیفت اوایل کارش به‌عنوان خواننده کانتری در اواخر دههٔ ۲۰۰۰، به‌سبب وجههٔ دختر همسایه‌ای که داشت، به‌عنوان «دلبر آمریکا» شناخته می‌شد. رابطه عاشقانهٔ او در طول سال‌ها به موضوعی از گمانه‌زنی‌های شایع روزنامه‌های تبلوید شد، حتی اگر او تمایلی به بحث علنی دربارهٔ آن نداشت. تری پاین، مجری آمریکایی روابط عمومی، از سال ۲۰۱۴ مسئول هماهنگی برنامه‌های سوئیفت بوده است.
مردم علاقه شدیدی به اخبار مربوط به سوئیفت نشان داده‌اند و رسانه‌ها ترغیب شده‌اند تا روی او بسیار تمرکز کنند. بحث‌های به‌شدت عمومی‌شده، مانند اختلافات با کانیه وست، کیتی پری و کیم کارداشیان، و جدایی با شرکای عاشقانه مانند جو جوناس، جان میر، جیک جیلنهال، هری استایلز و تام هیدلستون بر برداشت عمومی از او در دههٔ ۲۰۱۰ تأثیر گذاشت و در خدشه‌دار شدن وجههٔ او نقش داشت. او از آن زمان هدف زن‌ستیزی و استانداردهای دوگانه مشاهده‌شده (از جمله اظهارات وابسته به هرزه‌نکوهی و تن‌شرمی) بوده است. بازخورد منفی رسانه‌ها الهام‌بخش شمار قابل توجهی از ترانه‌های او از جمله مفهوم اصلی ششمین آلبوم استودیویی سوئیفت، اعتبار (۲۰۱۷)، بود. با این حال، گاردین بر این باور است که سوئیفت در دههٔ ۲۰۲۰ از نفرت مصون شده است، زیرا او یکی از محترم‌ترین و موفق‌ترین هنرمندان موسیقی در تمام دوران است. او در سال ۲۰۲۳ با بازیکن فوتبال آمریکایی تراویس کلسی وارد رابطه شد که تأثیر فرهنگی قابل توجهی شامل سهم ۳۳۱٫۵ میلیون دلاری در ارزش برند لیگ ملی فوتبال (NFL) داشت.
سوئیفت در رسانه‌ها یک تاجر خبره، چهره فمینیستی، تأثیرگذار سیاسی، نمونه هزاره و نماد سبک خیابانی توصیف شده است. کوشش‌های بشردوستانه، کنشگری برای حقوق هنرمندان، رابطهٔ صمیمانه با طرفداران و تأثیرش بر فرهنگ عامه و صنعت موسیقی در رسانه‌ها مورد ستایش قرار گرفته است. برندها، محصولات و خدمات غالباً از او در فعالیت‌های تبلیغاتی خود استفاده می‌کنند. منتقدان بر این باور بودند سوئیفت به‌عنوان یکی از نخستین سلبریتی‌هایی که در عصر رسانه‌های اجتماعی بزرگ شده و خود را تثبیت کرده است، مجموعه‌ای از سلبریتی-اهل صنعت را برانگیخته است. به این ترتیب، تصویر عمومی او موضوع مطالعه در مؤسسه‌های مختلف دانشگاهی است. سوئیفت، که با خوشی از کهن‌الگوی کت لیدی (زنی که دارای چندین گربه خانگی است و از آن‌ها نگهداری می‌نماید) استقبال کرده است، همچنین به‌دلیل صمیمیت و ارتباطش طی مصاحبه‌ها و شور و شوق در رویدادهای عمومی شناخته شده است. حفظ حریم خصوصی و امنیت او موضوع مهمی بوده است، زیرا اغلب در مکان‌هایی به‌وسیلهٔ مردم احاطه شده و همچنین به‌وسیلهٔ تعقیب‌کنندگان مسلح و متخلفان مورد حمله قرار گرفته است. جت خصوصی او در سال ۲۰۲۲ به دلیل انتشار گاز گلخانه‌ای مورد انتقاد قرار گرفت، اگرچه او برای جبران آن اعتبار کربن خریداری کرد.